# Ферроплазма
Ферроплазма (лат. Ferroplasma) — род архей из семейства Ferroplasmaceae, представители которого не имеют клеточной стенки. В отличие от термоплазмы, структура мембраны ферроплазмы другая, эта архея не имеет тетраэфирных липидов.

## Описание
Представители рода хемолитотрофы и экстремальные ацидофилы — оптимально растут при температурах около 35 °C и кислотности около pH 1,7. Для выработки энергии ферроплазма окисляет ионы железа Fe2+ к Fe3+ с побочным продуктом — кислотой, и использует CO2 в качестве источника углерода (является автотрофным организмом).
Ферроплазма растёт в шахтах и отходах пород, которые содержат пирит, который используется ими в качестве источника энергии. Экстремальная ацидофильность ферроплазмы позволяет ей снижать pH своей среды обитания к очень низким значениям.

## История открытия

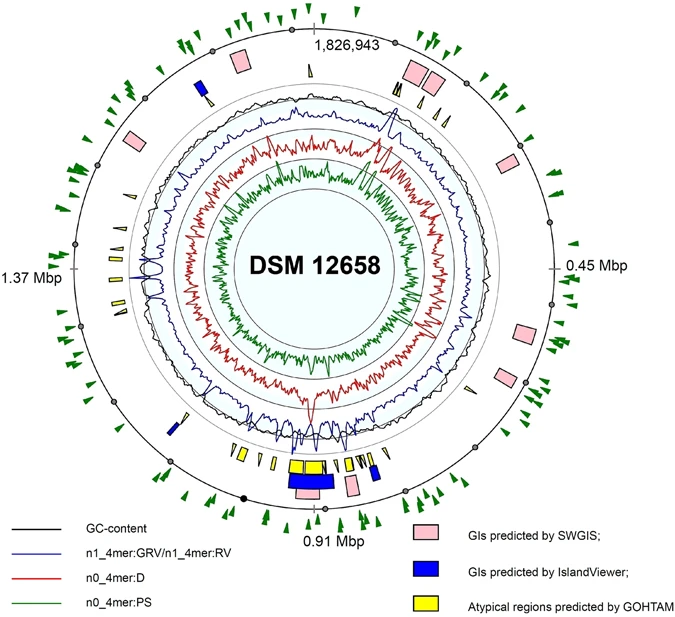
Карта генома Ferroplasma acidiphilum Y^{T}

Ферроплазмы были впервые обнаружены в 2000 году в биореакторе опытного металлургического завода в Туле. Уникальной особенностью организма было большое количество металлопротеинов (белков, содержащих атомы металлов) — из 189 идентифицированных белков 163 (86 %) содержали железо, тогда как у большинства других организмов, в том числе родственных, количество металлопротеинов не превышает 10—20 %. Многие металлопротеины ферроплазмы имели не содержащие металлов аналоги у других организмов. В частности, фермент α-глюкозидаза, обнаруженный в 2005 году, имеет в своём составе железо, в отличие от других ферментов класса гликозид-гидролаз, которые не содержат металлов. Попытки удалить атом железа из металлопротеина приводила к его денатурации и потере функциональности.
Предполагается, что обилие металлопротеинов является отголоском древнейшей истории эволюции живых организмов, развивавшихся в микрополостях кристаллов пирита. Первоначально роль катализаторов различных биохимических процессов играли неорганические соединения, содержавшие железо, затем эти функции перешли к более эффективным белковым ферментам, которые включали в себя железо как структурный и функциональный компонент.

## Классификация
На июнь 2017 года в род включают 1—3 вида:
- Ferroplasma acidarmanus Dopson et al. 2004 — отсутствует в LPSN[англ.]
- Ferroplasma acidiphilum Golyshina et al. 2000typus
- Ferroplasma thermophilum Zhou et al. 2008 — отсутствует в LPSN